# Симен, Пол
Пол Симен (англ. Paul Seaman; 21 мая 1975, Колчестер) — валлийский футболист, центральный полузащитник.

## Карьера

### В клубах
В детстве играл за юниорскую команду «Сент-Дэвидс», с 18 лет находился в системе «Кардифф Сити», играя в основном за резервные команды. Сезон 2001/02 провёл в мальтийской «Пьете Хотспурс». В 2003—2007 годы играл за новозеландский «Окленд Сити», с которым трижды выиграл чемпионат Новой Зеландии, а также клубный чемпионат Океании по футболу 2006, что позволило команде стать шестой на последовавшем клубном чемпионате мира.
С сезона 2007/08 Симен выступал за «Уайтакере Юнайтед». В составе этой команды Пол дважды участвовал в клубных чемпионатах мира (2007, 2008), на последнем из которых отметился голом, забитым в ворота австралийской «Аделаиды Юнайтед».
В сезоне 2011 года выступал за клуб «Метро» (Окленд).

### В сборных
Симен выступал за сборную Уэльса (до 19 лет), игру со сверстниками из Шотландии считает самым памятным матчем в карьере.

## Личная жизнь
Женат, имеет дочь.

## Достижения

### Командные
Как игрока «Окленд Сити»:
- Клубный чемпионат Океании:
  - Победитель: 2006
- Чемпионат Новой Зеландии:
  - Чемпион: 2004/05, 2005/06, 2006/07

Как игрока «Сентрал Юнайтед»:
- Кубок Новой Зеландии:
  - 2005

Как игрока «Уайтакере Юнайтед»:
- Лига чемпионов ОФК:
  - Победитель: 2007, 2007/08
- Чемпионат Новой Зеландии:
  - Чемпион: 2007/08